# أجنا كيسلي
أجنا كيسلي هي سباحة مجرية ولدت في 10 سبتمبر 2001.

## روابط خارجية
- أجنا كيسلي على موقع الاتحاد الدولي للسباحة (الإنجليزية)
- أجنا كيسلي على موقع SwimRankings.net (الإنجليزية)
- أجنا كيسلي على موقع اللجنة الأولمبية الدولية (الإنجليزية)
- أجنا كيسلي على موقع أوليمبيديا (الإنجليزية)
- أجنا كيسلي على موقع اللجنة الأولمبية المجرية (الهنغارية)